# 梅努沃
梅努沃（法語：Mennouveaux，法語發音：[mɛnuvo]）是法国上马恩省的一个市镇，属于肖蒙区。

## 地理
梅努沃（48°6'24"N, 5°24'56"E）面积7.8 平方千米，位于法国大東部大區上马恩省，该省份为法国东北部内陆省份，北起马恩省和默兹省，西接奥布省，西南接科多尔省，东南接上索恩省，东临孚日省。
与梅努沃接壤的市镇（或旧市镇、城区）包括：阿日维尔、屈沃、罗尼翁河畔朗克、隆尚、米利埃、楠维尔、诺让。

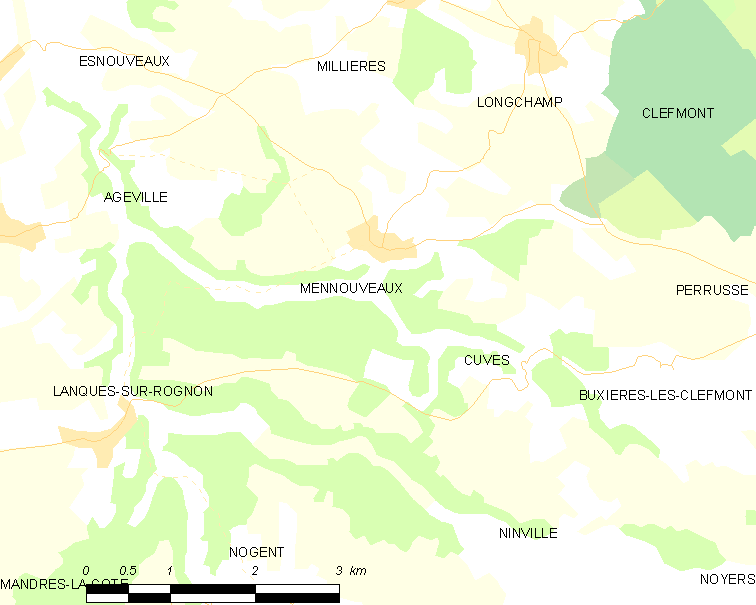
梅努沃的OSM定位图

梅努沃的时区为UTC+01:00、UTC+02:00（夏令时）。

## 行政
梅努沃的邮政编码为52240，INSEE市镇编码为52319。

## 政治
梅努沃所属的省级选区为普瓦松县。

## 人口

1962-2008年间梅努沃人口变化图示

梅努沃于2022年1月1日时的人口数量为65人。